# Jumpin' Jive
Jumpin' Jive (ook bekend als: (Hep-Hep!) The Jumpin' Jive is een jazz-/swing-nummer, gecomponeerd door Cab Calloway, Frank Froeba en Jack Palmer. Het werd een grote hit in de uitvoering van Cab Calloway. Deze bandleider zong het nummer tevens in de film "Stormy Weather", in een beroemd geworden uitvoering dankzij een spectaculair dansoptreden van de Nicholas Brothers.

## De tekst
De tekst van het lied zit vol met slang ('ickeroo', 'gator'), maar lijkt te verwijzen naar het plezier van marihuana. Een 'jive' is, volgens het boek 'A Renaissance in Harlem: Lost Voices of an American community', een joint. "The marihuana weed is a jumping jive". Men wordt uitgenodigd plezier te hebben: "Come on boys, let's have a ball" en "Get hep, come on and follow through". Je zal veel plezier hebben: "Oh you dig it on the mellow side".

## Uitvoeringen
Het lied, een foxtrot, werd voor het eerst opgenomen door Lionel Hampton en zijn orkest, op 13 juni 1939. Dit nummer werd door Victor uitgebracht op de B-kant van de single "Memories of You" (Victor 26304). Cab Calloway nam het korte tijd later zelf ook op, op 17 juli 1939. Deze uitvoering werd door platenlabel Vocalion uitgebracht als A-kant, met op de B-kant "Trylong Swing" (Vocalion 5005). Van deze plaat werden meer dan een miljoen exemplaren verkocht. Andere versies werden op de plaat gezet door onder meer de Andrews Sisters (1939), het orkest van Eddie Tower (een pseudonym van de Belgische bandleider Emile Deltour, opgenomen in 1940), het orkest van Larry Breese (1940) en Dinah Shore (in 1940 uitgebracht als een reclameplaat voor Lucky Strike-sigaretten). In 1981 nam popartiest Joe Jackson het nummer op voor zijn album met covers van swing-nummers en jump blues, "Joe Jackson's Jumpin' Jive". Zijn groep had dezelfde naam.

## Trivia
- Een Nederlandse band, "Jump'n Jive", probeert de muziek uit de jaren veertig te doen herleven. De groep bracht twee albums uit, op Cris Crazz Records en op Timeless Records.

## Noot
1. ↑  "Jumpin' jive", op Songbook